# Ligeriella coxalis
Ligeriella coxalis är en tvåvingeart som beskrevs av Hiroshi Shima 1994. Ligeriella coxalis ingår i släktet Ligeriella och familjen parasitflugor.
Artens utbredningsområde är Nepal. Inga underarter finns listade i Catalogue of Life.